# Случь (приток Припяти)
Случь, Северная Случь (бел. Случ, Паўночная Случ) — река в Беларуси, левый приток Припяти. Длина реки — 228 км, площадь водосборного бассейна — 5260 км². Среднегодовой расход воды в 46 км от устья — 20,3 м³/с.
Истоки реки находятся в Вороничских болотах, на Копыльской гряде к востоку от деревни Гацук Слуцкого района.
Случь протекает в основном по Полесью, течёт в Слуцком, Солигорском, Житковичском и Лунинецком районах.
Наивысший уровень половодья в конце марта, начале апреля, средняя высота над меженью 1,6-2,4 м, наибольшая 2-3 м. Замерзает в середине декабря, вскрывается во второй половине марта.
В верховьях — Руднянское водохранилище, в городе Солигорск — Солигорское водохранилище. Другой крупный населённый пункт — город Слуцк. На большом протяжении Случь канализирована.
Основные притоки — Морочь, Локнея, Сивельга, Бычок (правые); Весейка, Большая Слива (левые). Площадь водосбора сильно (до 45 %) заболочена, озёрность же менее 1 %.

## Происхождение названия
Название реки происходит от славянского лука, излучина.
В. Н. Топоров и О. Н. Трубачев считали возможным балтское происхождение.